# Ахмед, Лемработ Сиди Махмуд
Лемработ Сиди Махмуд ульд Шейх Ахмед (фр. Lemrabott Sidi Mahmoud Ould Cheikh Ahmed; 1957, Тимбедра, Французская Западная Африка — 8 марта 2015, Нуакшот, Мавритания) — мавританский государственный деятель, министр иностранных дел Мавритании (1996—1997).

## Биография
В 1981 г. окончил Национальную школу администрации в Париже. В августе того же года был назначен директором по политическим вопросам министерства внутренних дел и телекоммуникаций.
- 1984—1985 гг. — генеральный секретарь министерства рыбного хозяйства и морского хозяйства,
- 1986 г. — губернатор Нуакшота,
- 1992—1993 гг. — министр шахт и промышленности,
- 1993—1994, 2001—2003, 2005 гг. — министр внутренних дел и телекоммуникаций,
- 1994—1995 гг. — министр финансов,
- 1996 г. — министр образования,
- 1996—1997 гг. — министр иностранных дел,
- 2000—2001 гг. — министр юстиции Мавритании.

В последние годы - директор Национальной школы администрации, журналистике и судебной власти. Являлся заместителем руководителя избирательного штаба  Мохаммеда Ульд Абдель-Азиза на президентских выборах 2014 г.